# ذاكرة السيرة الذاتية

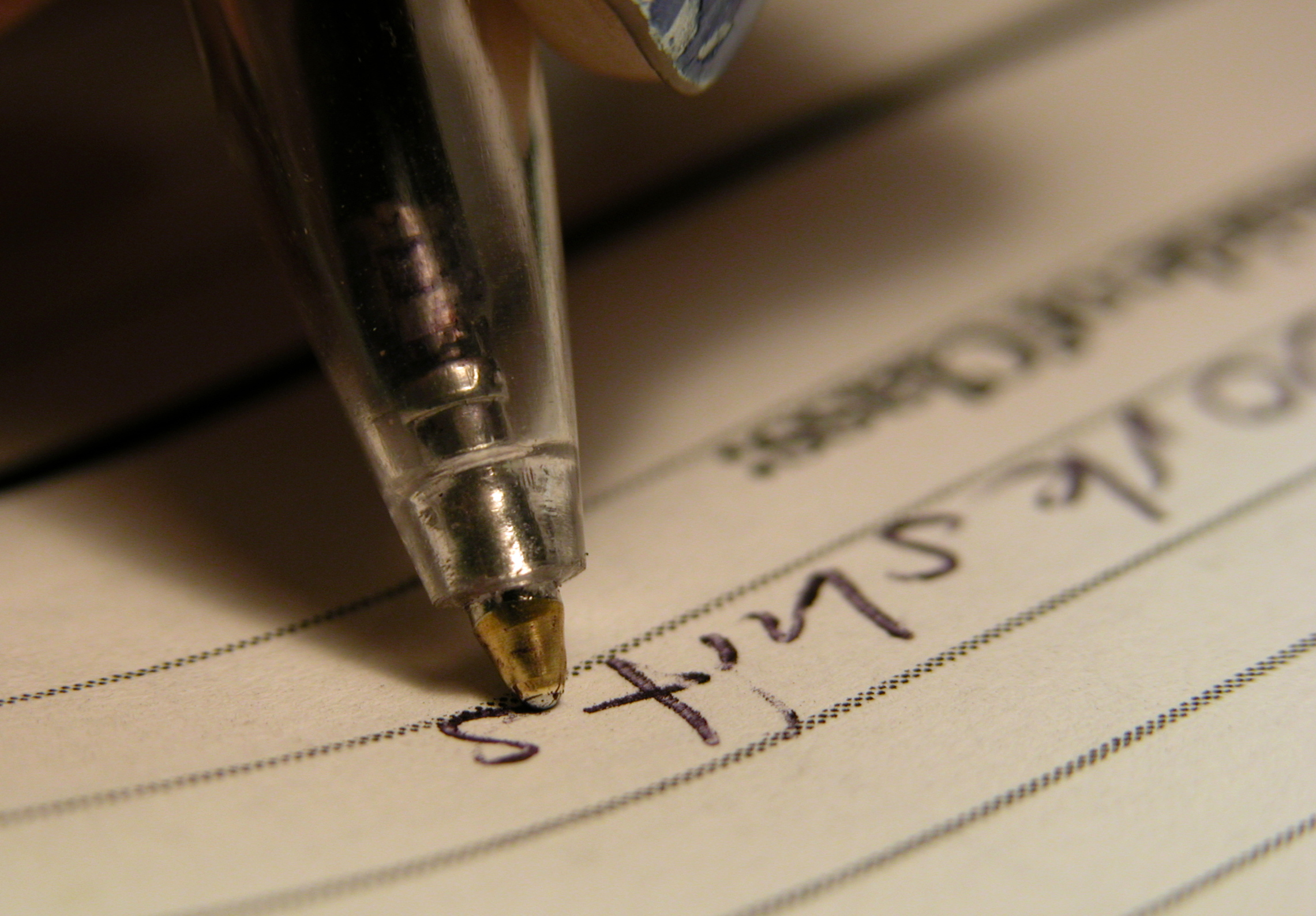

ذاكرة السيرة الذاتية: هي نظام ذاكرة يتكون من حلقات مأخوذة عن حياة الفرد، تستند إلى مزيج من الذاكرة العرضية (التجارب الشخصية والأشياء المحددة، والأشخاص والأحداث المجربة في وقت ومكان معين) والذاكرة الدلالية (المعرفة العامة والحقائق حول العالم). ولهذا تعد نوعاً من الذاكرة الصريحة.

## التكوين
اقترح كونواي وبليديل بيرس (2000) إنشاء ذاكرة السيرة الذاتية في إطار نظام الذاكرة الذاتية (إس إم إس)، وهو نموذج تصورى يتألف من قاعدة معارف السيرة الذاتية والذات العاملة.

## قاعدة معارف السيرة الذاتية
تحتوي قاعدة معارف السيرة الذاتية على معرفة بالنفس، وتستَخدم لتقديم معلومات عن ماذا تكون الذات، وماذا كانت، وماذا يمكن أن تكون. تصنَّف هذه المعلومات إلى ثلاثة مجالات واسعة: فترات العمر، والأحداث العامة، والمعرفة الخاصة بالمناسبات.
تتألف فترات العمر من معرفة عامة عن الوقت الذي يمكن تمييزه وعنونته في حياة الفرد. على سبيل المثال، الفترة التي تمضيها في المدرسة (موضوع المدرسة)، أو الدخول إلى القوى العاملة (موضوع العمل). فترات العمر لها بداية ونهاية متميزين، ولكن غالباً ما تكون غير واضحة وتتداخل. فترات العمر تحتوي على معرفة مواضيعية عن سمات تلك الفترة، مثل الأنشطة والعلاقات والمواقع المعنية، فضلاً عن المعرفة الزمنية عن مدة الفترة. ويمكن استخدام المعلومات المواضيعية في هذه الفترات لتجميعها معاً في إطار مواضيع أوسع يمكن أن تعكس المواقف الشخصية أو الأهداف. مثال على ذلك، يمكن أن تندرج فترة العمر التي يكون موضوعها عندما فقدت وظيفتي ضمن الفئة الأوسع من «عندما يسوء كل شيء» أو «نكسات بسيطة في حياتي».
الأحداث العامة أكثر تحديداً من فترات الحياة وتشمل تمثيلات واحدة للأحداث المتكررة أو تسلسل الأحداث ذات الصلة. الأحداث العامة تجمع في مجموعات ذات موضوع مشترك، فعندما تُستدعى ذاكرة واحدة من حدث عام، تستدعي الأحداث الأخرى ذات الصلة في الذاكرة. وكثيراً ما تتشكل مجموعات الذكريات هذه حول موضوع تحقيق الأهداف الشخصية أو الفشل في تحقيقها. يبدو أن مجموعات الأحداث العامة التي تندرج تحت فئة الإنجازات أو المناسبات «الأولى» تتمتع بحيوية خاصة، مثل أول مرة تقبيل شريك رومانسي، أو أول مرة تذهب إلى لعبة الكرة. تمرر هذه الذكريات المتعلقة بتحقيق الأهداف معلومات مهمة حول الذات، مثل مدى سهولة اكتساب مهارة، أو معدلات نجاح الفرد وفشله في تنفيذ مهام معينة.
إن المعرفة الخاصة بالحدث (إي إس كيه) هي معلومات مفصلة بشكل واضح عن الأحداث الفردية، وغالباً ما تكون في شكل صور مرئية وميزات إدراكية حسية. تتلاشى المستويات العالية من التفاصيل في إي إس كيه بسرعة كبيرة، على الرغم من أن بعض الذكريات عن أحداث معينة تميل إلى التحمل لفترة أطول. أحداث البدء (أحداث تمثل بداية مسار نحو أهداف طويلة الأجل)، نقاط تحول (الأحداث التي تعيد توجيه الخطط عن الأهداف الأصلية)، أحداث التثبيت (الأحداث التي تؤكد معتقدات الأفراد وأهدافهم) والأحداث المشابهة (الأحداث السابقة التي توجه السلوك في الوقت الحاضر) هي ذكريات خاصة بالأحداث التي ستقاوم انحلال الذاكرة.
على الرغم من أن التفاصيل الإدراكية الحسية التي يحتفظ بها في إي إس كيه قصيرة العمر، تشكل مكوناً أساسياً في تمييز الذاكرة للأحداث ذات الخبرة عن الأحداث المتخيَلة. في معظم الحالات، وُجد أنه كلما زاد إي إس كيه  الذي تحتوي عليه الذاكرة، زادت احتمالية تجربة الحدث الذي يُذكر بالفعل. على عكس فترات العمر والأحداث العامة، لا تُنظَم في مجموعتهم أو تذكرهم.
بل إنهم يميلون ببساطة إلى القفز فجأة في الذهن. ويعتقد أيضا أن إي إس كيه ملخص محتوى الذكريات العرضية التي ترد في نظام ذاكرة منفصل عن قاعدة معارف السيرة الذاتية. ويمكن أن تفسر هذه النظرة الخسارة السريعة للتفاصيل الخاصة بالحدث، إذ تُفقد الروابط بين الذاكرة العرضية وقاعدة معارف السيرة الذاتية بسرعة.
تحتوي المعرفة المخزنة في فترات العمر على إشارات للأحداث العامة، وتستدعي هذه المعرفة على مستوى الأحداث العامة معرفةً خاصة بالحدث. عندما تنشط الإشارة التسلسل الهرمي لقاعدة معارف السيرة الذاتية على نحو متساوٍ، تتوفر جميع مستويات المعرفة، تتشكل ذاكرة السيرة الذاتية.
عندما يشتمل نمط التنشيط على ذاكرة عرضية، قد ينشأ الوعي الذاتي. الوعي الذاتي أو التجربة التذكرية هو شعور «السفر عبر الزمن الذهني» الذي يحدث عند تذكر ذكريات السيرة الذاتية. تتكون هذه الذكريات من شعور بالذات في الماضي وبعض الصور والتفاصيل الإدراكية الحسية. يعكس الوعي الذاتي تكامل أجزاء من قاعدة معارف السيرة الذاتية والذات العاملة.

### الذات العاملة
الذات العاملة التي يشار إليها غالبًا باسم «الذات»، هي مجموعة من الأهداف الشخصية النشطة أو الصور الذاتية المنظمة في التسلسلات الهرمية للأهداف. تعمل هذه الأهداف الشخصية والصور الذاتية معًا لتعديل الإدراك والسلوك الناتج حتى يتمكن الفرد من العمل بفعالية في العالم.
الذات العاملة تشبه الذاكرة العاملة وهي بمثابة عملية تحكم مركزية، تتحكم في الوصول إلى قاعدة معارف السيرة الذاتية. تعالج الذات العاملة الإشارات المستخدمة لتنشيط بنية المعرفة لقاعدة معارف السيرة الذاتية، وبهذه الطريقة تستطيع التحكم في كل من ترميز ذكريات السيرة الذاتية المحددة واستعادتها.
العلاقة بين الذات العاملة وقاعدة معارف السيرة الذاتية متبادلة. في حين يمكن للذات العاملة أن تتحكم في إمكانية الوصول إلى معرفة السيرة الذاتية، إذ تقيِّد قاعدة معارف السيرة الذاتية الأهداف والصور الذاتية للذات العاملة داخل من يكون الفرد فعليًا وما يمكن القيام به.

## الأنواع
هناك أربع فئات رئيسة لأنواع ذكريات السيرة الذاتية:
1. السيرة الذاتية أو الشخصية: غالبًا ما تحتوي ذكريات السيرة الذاتية على معلومات عن السيرة الذاتية، مثل المكان الذي ولد فيه الشخص أو أسماء والديه.
2. النسخ مقابل إعادة البناء: النسخ عبارة عن ذكريات سير ذاتية حية عن تجربة ذات قدر كبير من التفاصيل المرئية الحسية. هذه السيرة الذاتية ذكريات لها مستويات مختلفة من الأصالة. إعادة الإعمار هي ذكريات السيرة الذاتية التي لا تعكس تجارب أولية، ولكن أعيد بناؤها لدمج معلومات جديدة أو تفسيرات تمت في الإدراك المؤخر.
3. محدد مقابل عام: تحتوي ذكريات السيرة الذاتية المحددة على ذاكرة مفصلة لحدث معين (معرفة خاصة بالحدث)، وذكريات السيرة الذاتية العامة غامضة ولديها القليل من التفاصيل بخلاف نوع الحدث الذي حدث. يمكن أيضًا تصنيف ذكريات السيرة الذاتية للنسخة إلى ذكريات عامة، فيمثل أحد الأحداث في ذاكرة سلسلة من الأحداث المشابهة.
4. المجال مقابل المراقب: يمكن تجربة ذكريات السيرة الذاتية من وجهات نظر مختلفة. ذكريات الحقل هي ذكريات جمعت في المنظور الأصلي، من وجهة نظر الشخص الأول. ذكريات المراقب هي ذكريات مسترجَعة من منظور خارجنا، وجهة نظر شخص ثالث. عادةً، تسترجَع الذكريات القديمة من خلال منظور المراقب، وغالبا ما تكون ذكريات المراقب هي إعادة البناء، بينما ذكريات المجال أكثر حيوية مثل النسخ.

يمكن أيضًا تمييز ذكريات السيرة الذاتية في فئات تذكر مقابل المعرفة. يعزى مصدر الذاكرة التي تُذكر إلى التجربة الشخصية. يُنسب مصدر الذاكرة المعروفة إلى مصدر خارجي لا إلى ذاكرة شخصية. غالبًا ما يؤدي ذلك إلى حدوث خطأ في مراقبة المصدر، إذ قد يعتقد الشخص أن الذاكرة هي ذاكرته عندما تأتي المعلومات فعليًا من مصدر خارجي.

## المهام
تخدم ذاكرة السيرة الذاتية ثلاث وظائف واسعة: التوجيه، والاجتماعية، والتمثيل الذاتي. الوظيفة الرابعة، التكيفية التي اقترحها ويليامز وكونواي وكوهين.
تستخدم وظيفة التوجيه الخاصة بذاكرة السيرة الذاتية التجارب السابقة مرجعاً لحل المشكلات الحالية ودليلاً لأعمالنا في الحاضر والمستقبل. يمكن استخدام ذكريات التجارب الشخصية والمكافآت والخسائر المرتبطة بها لإنشاء نماذج أو مخططات ناجحة -للسلوكيمكن تطبيقها على العديد من السيناريوهات. في الحالات التي لا يمكن فيها حل مشكلة بواسطة مخطط عام، يمكن الوصول إلى ذاكرة أكثر تحديدًا لحدث ما في ذاكرة السيرة الذاتية لإعطاء فكرة عن كيفية مواجهة التحدي الجديد.
تتطور الوظيفة الاجتماعية لذاكرة السيرة الذاتية وتحافظ على الروابط الاجتماعية من خلال توفير المواد للناس للتحدث عنها. تعَد مشاركة الذكريات الشخصية مع الآخرين وسيلة لتسهيل التفاعل الاجتماعي. يمكن أن يؤدي الكشف عن التجارب الشخصية إلى زيادة مستوى العلاقة الحميمة بين الأشخاص وتذكر الأحداث الماضية المشتركة، ما يعزز الروابط الموجودة مسبقًا. يمكن بسهولة ملاحظة أهمية هذه الوظيفة في الأفراد الذين يعانون من ضعف في الذاكرة العرضية أو السيرة الذاتية، إذ تعاني علاقاتهم الاجتماعية بشكل كبير نتيجة لذلك.
تقوم ذاكرة السيرة الذاتية بوظيفة التمثيل الذاتي عن طريق استخدام الذكريات الشخصية لإنشاء هوية ذاتية متماسكة -والحفاظ عليهامع مرور الوقت. هذه الاستمرارية الذاتية هي أكثر الوظائف التي يشار إليها، عادة، بوظيفة الممثل الذاتي في ذاكرة السيرة الذاتية. تسمح الهوية الذاتية المستقرة بتقييم التجارب السابقة المعروفة باسم انعكاس الحياة، ما يؤدي إلى البصيرة الذاتية والنمو الذاتي في كثير من الأحيان.
أخيرًا، تخدم ذاكرة السيرة الذاتية وظيفة تكيفية. يمكن استخدام التجارب الشخصية الإيجابية في الحفاظ على الحالة المزاجية المرغوبة أو تغيير الحالة المزاجية غير المرغوب فيها. يمكن استخدام هذا التنظيم الداخلي للمزاج من خلال استدعاء ذاكرة السيرة الذاتية للتعامل مع المواقف السلبية ونقل المرونة العاطفية. تشرَح تأثيرات الحالة المزاجية على الذاكرة بتفاصيل أفضل ضمن قسم العاطفة.

## اقرأ أيضاً
- ذاكرة